# (9752) 1990 QZ1
A (9752) 1990 QZ1 a Naprendszer kisbolygóövében található aszteroida. Henry Holt fedezte fel 1990. augusztus 22-én.